# 阿凱西亞維拉斯 (佛羅里達州)
阿凱西亞維拉斯（英語：Acacia Villas）是位於美國佛羅里達州棕櫚灘縣的一個人口普查指定地區。

## 地理
阿凱西亞維拉斯的座標為26°38′45″N 80°06′38″W / 26.64583°N 80.11056°W，而該地最高點為海拔高度5米（即16英尺）。

## 人口
根據2010年美國人口普查的數據，阿凱西亞維拉斯的面積為0.19平方千米，當中陸地面積為0.19平方千米，而水域面積為0.00平方千米。當地共有人口427人，而人口密度為每平方千米2,247人。